# Nodolatirus
Nodolatirus is een geslacht van weekdieren uit de klasse van de Gastropoda (slakken).

## Soorten
- Nodolatirus nodatus (Gmelin, 1791)
- Nodolatirus rapanus Bouchet & Snyder, 2013
- Nodolatirus recurvirostrus (Schubert & J. A. Wagner, 1829)
- Nodolatirus robillardi (Tapparone Canefri, 1879)